# ماساهیرو میکی
ماساهیرو میکی (انگلیسی: Masahiro Miki؛ زادهٔ ۲۶ ژوئیه ۱۹۵۵) کارآفرین اهل ژاپن است، که در سال ۱۹۷۶ شرکت ای‌بی‌سی مارت را تأسیس کرد.